# Gran Premi della Liberazione femení
El Gran Premi della Liberazione femení (oficialment Gran Premio della Liberazione PINK) és una cursa ciclista italiana cada 25 d'abril. Actualment està integrada com a cursa 1.1 de l'UCI.
De 1989 a 2010 es corria a Crema a la província de Cremona.
El 2016 es va recuperar, però com la seva homònima masculina, es disputa pels voltants de les Termes de Caracal·la, a Roma.

## Palmarès
| Any           | Vencedora             | Segona                    | Tercera                   |         |
| ------------- | --------------------- | ------------------------- | ------------------------- | ------- |
| 1989          | Elisabetta Guazzaroni | Elisabetta Fanton         | Mara Mosole               |         |
| 1990          | Elisabetta Guazzaroni | Gabriella Pregnolato      | Luzia Zberg               |         |
| 1991          | Gabriella Pregnolato  | Marina Artomonova         | Lucia Pizzolotto          |         |
| 1992          | Elisabetta Fanton     | Gulnara Fatkúlina         | Elisabetta Guazzaroni     |         |
| 1993          | Simona Muzzioli       | Mara Calliope             | Natalja Bakanova          |         |
| 1994          | Greta Zocca           | Natalja Yuganiuk          | Simona Grossi             |         |
| 1995          | Marica Berardi        | Nadia Molteni             | Katia Longhin             |         |
| 1996          | Diana Rast            | Greta Zocca               | Gabriella Pregnolato      |         |
| 1997          | Mara Calliope         | Katia Longhin             | Gabriella Pregnolato      |         |
| 1998          | Greta Zocca           | Regina Schleicher         | Katia Longhin             |         |
| 1999          | Zinaïda Stahúrskaia   | Giovanna Troldi           | Tanja Hennes              |         |
| 2000          | Greta Zocca           | Natalja Yuganiuk          | Zinaïda Stahúrskaia       |         |
| 2001          | Greta Zocca           | Katia Longhin             | Regina Schleicher         |         |
| 2002          | Janildes Fernandes    | Giovanna Troldi           | Zinaïda Stahúrskaia       |         |
| 2003          | Diana Žiliūtė         | Olga Sljussarewa          | Iúlia Martíssova          |         |
| 2004          | Olga Sljussarewa      | Valentina Alessio         | Katia Longhin             |         |
| 2005          | Regina Schleicher     | Rochelle Gilmore          | Giorgia Bronzini          |         |
| 2006          | Diana Žiliūtė         | Annalisa Cucinotta        | Olga Sljussarewa          |         |
| 2007          | Giorgia Bronzini      | Grete Treier              | Annalisa Cucinotta        |         |
| 2008          | Regina Schleicher     | Rochelle Gilmore          | Giorgia Bronzini          |         |
| 2009          | Giorgia Bronzini      | Iúlia Martíssova          | Alessandra D'Ettorre      |         |
| 2010          | Monia Baccaille       | Giorgia Bronzini          | Alessandra D'Ettorre      |         |
| 2011          | Giorgia Bronzini      | Alona Andruk              | Monia Baccaille           |         |
| 2012          | Noemi Cantele         | Inga Čilvinaitė           | Maria Giulia Confalonieri |         |
| No es disputa |                       |                           |                           |         |
| 2016          | Marta Bastianelli     | Kimberley Wells           | Arianna Fidanza           |         |
| 2017          | Marta Bastianelli     | Rasa Leleivytė            | Soraya Paladin            |         |
| 2018          | Letizia Paternoster   | Maria Giulia Confalonieri | Rasa Leleivytė            |         |
| 2019          | suspesa               | suspesa                   | suspesa                   | suspesa |
| 2020          | suspesa               | suspesa                   | suspesa                   | suspesa |
| 2021          | suspesa               | suspesa                   | suspesa                   | suspesa |
| 2022          | Silvia Persico        | Chiara Consonni           | Maria Giulia Confalonieri |         |
| 2023          | Silvia Zanardi        | Cristina Tonetti          | Giorgia Bariani           |         |
| 2024          | Chiara Consonni       | Silvia Persico            | Eleonora Gasparrini       |         |
| 2025          | Paula Blasi Cairol    | Silvia Milesi             | Sofia Bertizzolo          |         |